# Амбелау (язык)
Амбела́у (индон. Bahasa Ambelau) —- австронезийский язык, используемый одноименной народностью, составляющей основное население  индонезийского острова Амбелау — индон. Pulau Ambelau, также Амбалау, а также проживающей в юго-восточной части острова Буру — индон. Pulau Buru (оба острова входят в состав провинции Малуку — индон. Provinsi Maluku). Численность носителей — около 5700 человек, из них более 5000 — на Амбелау.
Принадлежит к центрально-молуккской ветви центрально-малайско-полинезийских языков. Иногда выделяется в отдельную подгруппу в рамках их восточной группы, однако такая категоризация не является общепринятой.
Несмотря на географическую близость островов Амбалау и Буру (около 20 км),  лингвистически достаточно отличен от большинства языков коренных народностей последнего. Наибольшая лексическая общность (около 44%) выявлена с масарете — южным  диалектом буруанского языка.
В рамках языка амбелау диалектов не выделено. В частности, амбелаунцы острова Буру в языковом плане существенно не отличаются от основной массы своих соплеменников — компактно проживая в деревне Ваетава на юго-восточном берегу Буру, они сохраняют тесные культурные, социальные и хозяйственные связи с Амбалау .
Язык активно используется амбелаунцами в быту и в общественной жизни, при том, что значительная часть носителей на функциональном уровне владеет государственным языком Индонезии — индонезийским.
Наиболее существенные исследования языка амбелау были проведены в 1980-е супругами Чарлзом (англ. Charles E. Grimes) и Барбарой (англ. Barbara Dix Grimes) Граймсами — австралийскими миссионерами и этнографами, активными участниками организации SIL International (не путать с Джозефом (англ. Joseph E. Grimes) и Барбарой (англ. Barbara F. Grimes) Граймсами, родителями Чарлза, также известными австралийскими этнографами).